# Monts (Indre i Loara)
Monts – miejscowość i gmina we Francji, w Regionie Centralnym, w departamencie Indre i Loara.
Według danych na rok 1990 gminę zamieszkiwało 6221 osób, a gęstość zaludnienia wynosiła 228 osób/km² (wśród 1842 gmin Regionu Centralnego Monts plasuje się na 53. miejscu pod względem liczby ludności, natomiast pod względem powierzchni na miejscu 412.).

## Współpraca
Miejscowość partnerska:
- Frasnes-lez-Anvaing, Belgia